# Мрачек, Йозеф Густав
Йозеф Густав Мрачек (нем. Joseph Gustav Mraczek, собственно чеш. Mraček; 12 марта 1878, Брюнн — 24 декабря 1944, Дрезден) — чешско-немецкий скрипач, композитор и дирижёр. Сын виолончелиста Франтишека Мрачека.

## Биография
Учился у своего отца, пел в церковном хоре, занимался в городской музыкальной школе у Карла Кореца (скрипка) и Отто Кицлера (теория). В 1894—1896 годах учился в Венской консерватории у Йозефа Хельмесбергера-младшего (скрипка), Германа Греденера (композиция), Штефана Штоккера (гармония) и Фердинанда Лёве (дирижирование). В 1896—1897 годах гастролировал как скрипач, затем вернулся в Брюнн, где в 1897—1901 годах был концертмейстером городского театра, а в 1898—1918 годах преподавал в музыкальной школе, получив в 1918 году звание профессора.
С 1919 года работал в Дрездене как профессор композиции в Консерватории Кранца, в 1923—1924 годах возглавлял Дрезденский филармонический оркестр, в 1928 году основал собственный камерный оркестр.
Первая опера Мрачека «Стеклянный башмачок» (нем. Der gläserne Pantoffel; 1902, либретто автора по Августу фон Платену) увидела свет в Брюнне, как и вторая, «Сон» (нем. Der Traum; 1909, по пьесе Франца Грильпарцера «Сон — жизнь»), в 1912 году поставленная также в Берлинской придворной опере (антракт из неё под названием «Сон Рустана» исполняется также как отдельная оркестровая пьеса). Премьерой третьей, «Эбелё» (нем. Aebelö, 1915, по одноимённому роману Софуса Микаэлиса), дирижировал в Бреслау Артур Никиш, четвёртая, «Икдар» (1919, по поэме Гвидо Глюка), была поставлена в Дрездене Фрицем Райнером, за ней последовала пятая, «Мадонна у изгороди, или Картина господина Дюрера» (нем. Madonna am Wiesenzaun, oder Herrn Dürers Bild, по рассказу Франца Карла Гинцкея; Ганновер, 1927); последняя, «Бедный Тобиас» (нем. Der arme Tobias; 1936), прозвучала только в концертном исполнении. Для оркестра Мрачеком написаны Восточные эскизы «Кисмет» (по мотивам «Тысяча и одной ночи»), Симфонический бурлеск «Макс и Мориц» (в котором современная композитору критика отмечала влияние Рихарда Штрауса с его «Проделками Тиля Уленшпигеля»), симфоническая поэма «Ева» (1922). Ему принадлежат также фортепианный квинтет, этюды для скрипки и фортепиано, многочисленные песни.
Сын, Карл Мрачек (1902—1928), также композитор, автор оркестровых сочинений и песен, в которых чувствовалось влияние чешской национальной школы в лице Антонина Дворжака.